# خط جنوب غرب

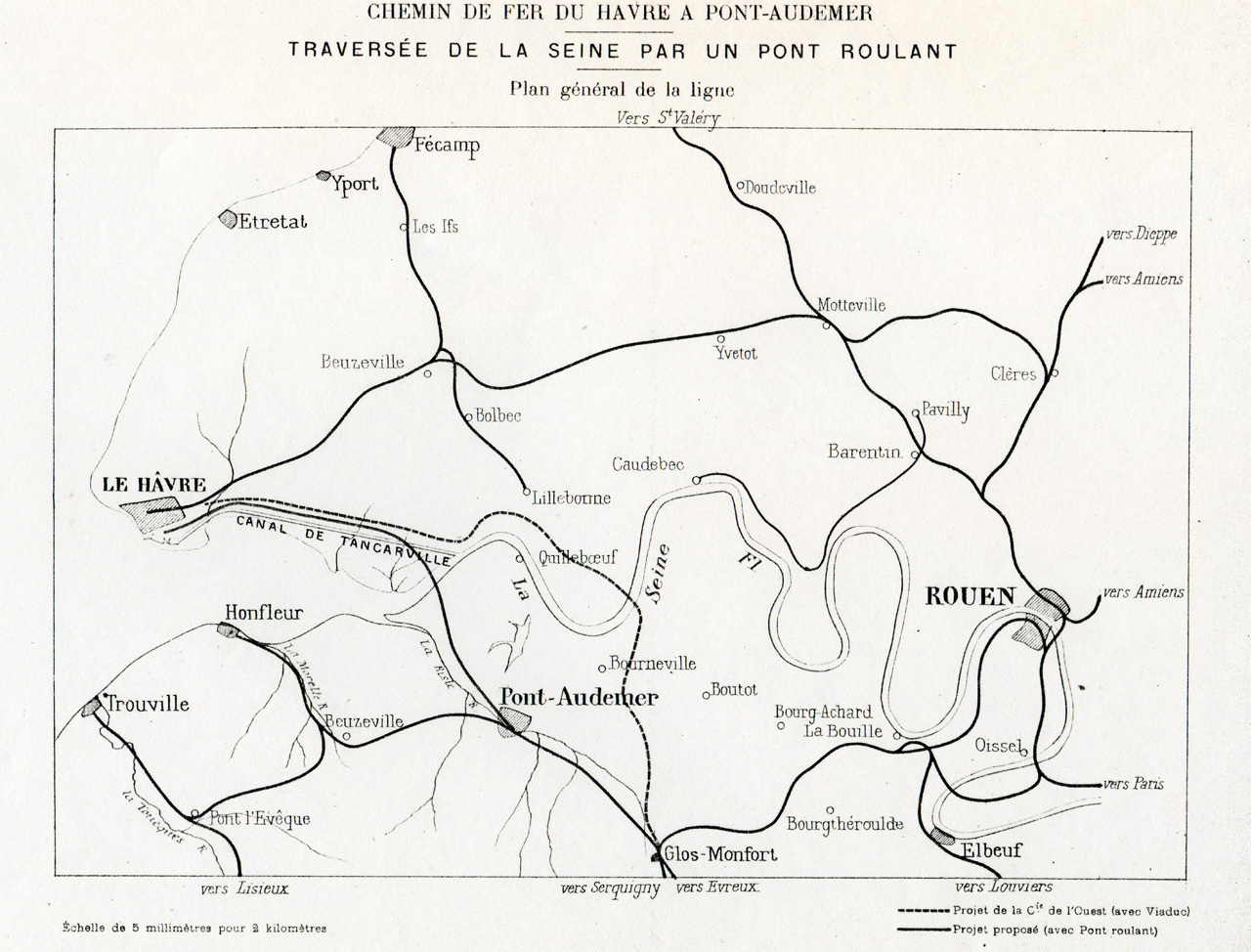
خريطة لنوعين مختلفين لخط من الجنوب الغربي لشركة السكك الحديدية من الغرب، واحدة مع عبور نهر السين والأخرى من خلال جسر

خط الجنوب غرب هو خط سكة حديدية الذي كان من الواجب أن يربط في مطلع القرن التاسع عشر والقرن العشرين، ميناء «هافر» على الضفة اليسرى لنهر السين وخارجها، إلى الغرب والجنوب الغربي لفرنسا، وذلك بفضل العبور عبر النهر بالقرب من مصب النهر. 
لأكثر من ستين عاما، كان مشروع السكك الحديدية يقوم بنقل الطاقة الإقليمية، وخاصة من منطقة «لوهافر»، ولكنه كان أيضا سبب خلاف بين المتكلم الرئيسي لبلدات «نورمان» («روان» و«لوهافر»). المعارضة لمنهجية «روان» التي أدخلت المصب من مدينتهم، كانت عقبة كامنة في طريق السفن التي تبحر حتى نهر «السين» إلى ميناء الموجود بها، وكان في جزء كبير منه، فشل في تحقيق خط يصل إلى وحدة إدارة «السين» السفلى

## فكرة طويلة الأمد

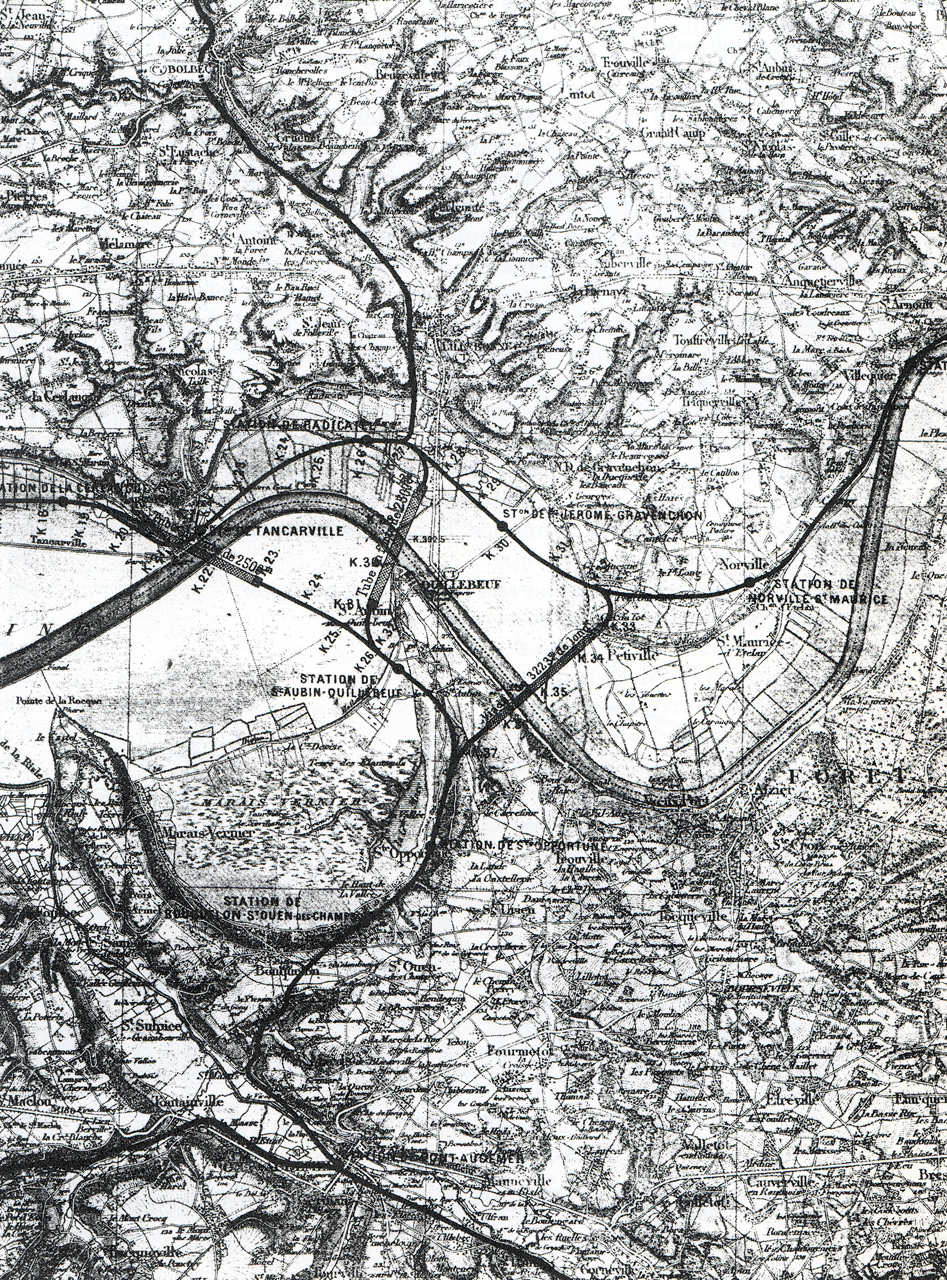
الخط الجنوب الغربي العابر لنهر السين اين توجد العديد من المشاريع

لقد كانت فكرة بناء السكة الحديدية فكرة معاصرة دون شك ولقد تم افتتاح خط سكة الحديد روان-لوهافر سنة 1948 , والمرحلة الثانية كانت خط سكة حديدية تربط باريس بالبحر  عن طريق توفير الاتصال بين مدينتين كبيرتين في «نورمان» عن طريق إنشاءها على حدود دولة «كو» بطول عشرين كيلومترا إلى الشمال من مساره المتعرج لنهر السين وقد استلزم البناء خمسة إنفاق والجسور الثلاث بما في ذلك جسر «بارينتن» الذي انهار في جانفي 1846 قبل بضعة أشهر من التكليف. أصبحت «هافر» بعد ذلك متيقنة من فشل خط وحيد من السكك الحديدية الكامل من الإنجازات المعمارية النادرة في المنطقة الغير الجبلية إلى جانب جسر «بارنتين» وجسر «مارفي» أو نفق «سيبوفيل» ولكن هذا الخط كان ضعيفا ولهذا كان من الواجب بناء خط آخر لضمان امن اتصالات بوابة المحيط. ومع ذلك بقيت حتى بداية سنة 1870 ونهاية بناء السدود من مصب نهر السين المرتبطة ببناء قناة «تاتكرافيل» للكشف عن المشاريع الأولية. في سنة 1870 اقترح المقاول الباريسي «فراسن» إنشاء خط سكة الحديد بمعيار قياس الفائدة بين «روان» و«لوهافر» عن طريق الضفة اليمنى «كودباك، ديكولار» ولكن أقرب إلى النهر من السكة الحديدية على حافة «كو». سرعان ما تخلوا عن هذا المشروع سنة 1871 باستبداله باخر قام باقتراحه «ديلاهونت» و«جيرارد» ينص دائما على فكرة البناء تحت الفائدة المحلية عن طريق بناء طريقين: واحد من شانه ربط مدينتين كبيرتين في نورمان وهذا مطابق لما اقترحه «فراسن» من قبل.والطريق الأخرى تسمح باتصال «لوهافر» وقسم «اور» مع عبور نهر السين بين مينائي «جيروم» و«كاليباف» من قبل معبر حامل للقطارات لضمان مرور المجموعات من ضفة إلى أخرى بدون انقطاع وقد أنشأت السكة بين محطة ميناء «اودميه» وضفاف النهر الكبير.من شانه أن يضمن استمرارية حركة المرور إلى المناطق الوسطى أو المحيط الأطلسي. تدمر بدوره هذا المشروع سنة 1870 بسبب العداء المتزايد بشركة سكك الحديد «الغرب» والتي لا يمكن أن ترى تحطم تفوقها في هذه المنطقة مع أنها اعترفت بجدوى هذه الأقسام.
ظلت هذه الأحوال لبعض الوقت لكن في سنة 1879، بعض الأحداث سمحت بإحياء المقترحات من جديد، والبداية كانت التسجيل تحت رقم 43 خط جسر«اودميه» إلى ميناء «جيروم» مع معبر إلى نهر السين تحت قانون الترتيب 17 جويلية المسمى بقانون «فرينسي»، مصممة لتكملة شبكة سكك حديدية منسقة. وكان هذا أيضا في 26 أكتوبر، حيث صرحت به «جامبيتا» أمام الشخصيات الهامة للوهافر الذين بقوا في ذاكرة المؤيدين لخط السكة الحديدية «جنوب غرب»:
لقد قمت بمقارنات بين أحواضكم وبرككم وتدفق المنتجات الخاصة بكم. فيما كنت أفكر ما المهم حقا بالنسبة لنا، ليس بالنسبة لكم يا شعب هافر ولكن بالنسبة لنا نحن الفرنسيين. وأنا اعتقد أن مركزا عظيما لدوران البضائع من جميع أنحاء العالم يمكنه تخفيضها إلى بضع شرائط من الفولاذ الفاشلة، وليس لتكون قادرة على دعم الكفاح، وانه لا يمكن أن تكون لا مع الوسط، لا مع الشمال ولا مع غرب فرنسا. سادتي، وهذا الوضع لا يمكن أن يستمر. وأنا هنا التحدث بصفتي مواطن عادي لديه حرية الرأي والتعبير. وان كان يعتمد علي سأخبركم: إنه بالتأكيد لن تبقوا ممنوعين من الخلف والبحر يدعوكم من الأمام. أجريت العديد من الدراسات الجديدة ولكن كلها تنص على إيجاد رابط ثابت، جسر آو نفق لعبور نهر السين.

## زمن المشاريع العملاقة

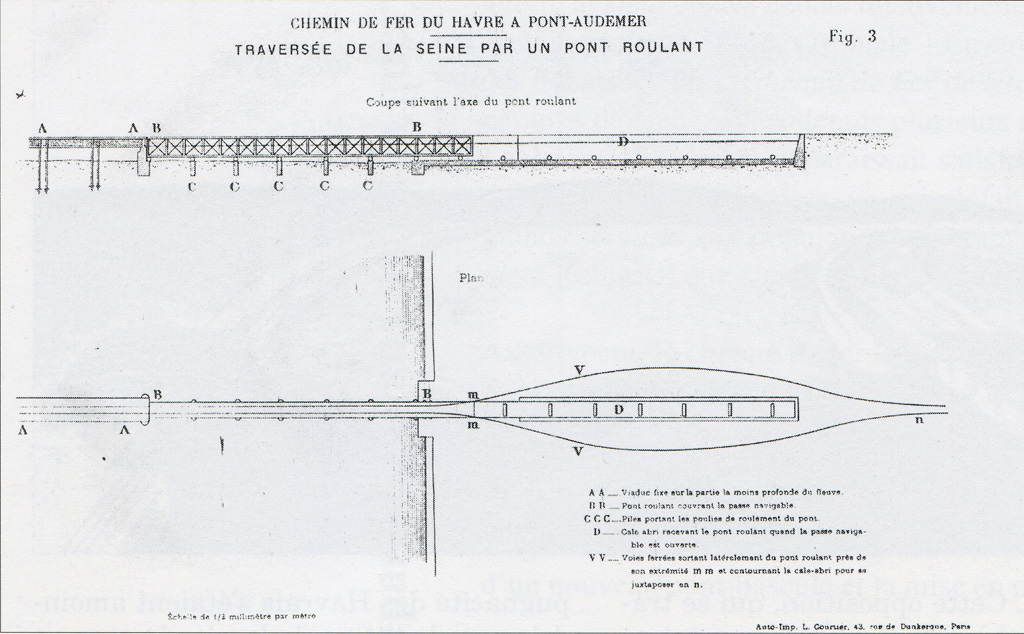
مشروع دانيسي مارتان لإنجاز رافعة مغمورة في المياه 1895

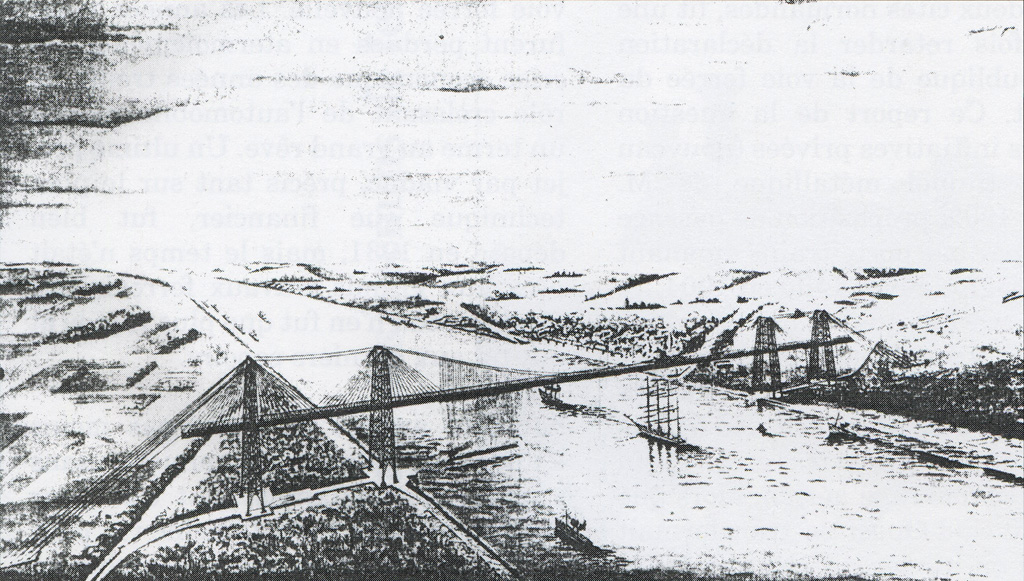
مشروع فروندينار اروندان 1897 لإنجاز جسر

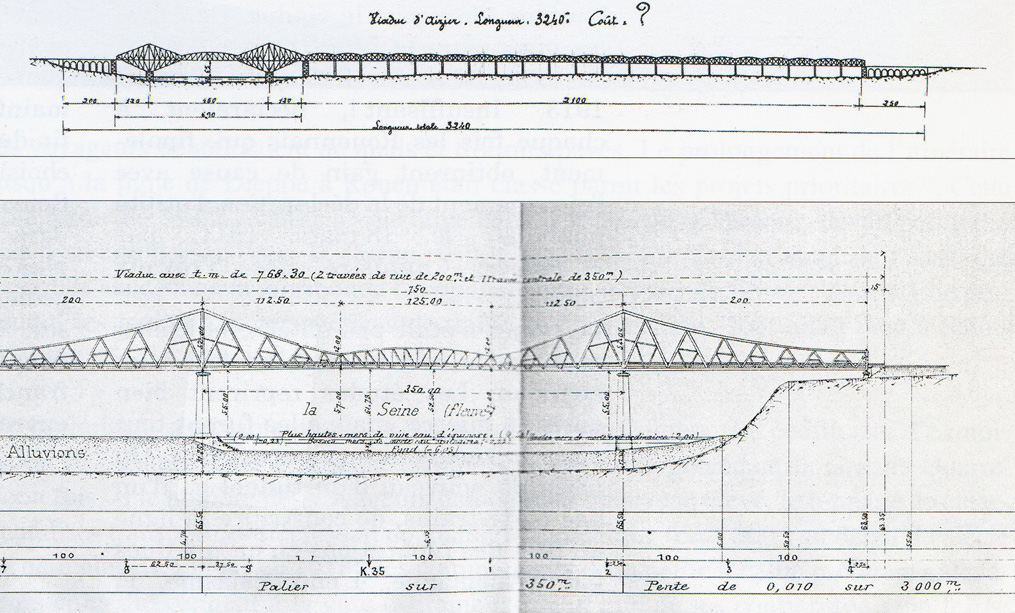
مشروع جسر لشركة السكة الحديدية الغربية 1900

سنة 1883 هي نقطة تحول بين الجنوب والغرب: تسجيل خط سكة الحديد من جسر «اودميه» بلوهافر على يد «ليلبون» مرورا بالنهر الكبير «نورمان» المنبع إلى ميناء «جيروم» في جدول «أ» لمشروع «فريسني» التي اعتمدها قانون 19نوفمبر 1883 مكن من إطلاق العديد من الدراسات العميقة. الاقتراح الأول وضع سنة 1886 من قبل «كوردييه» ودعا إلى بناء نفق تحت الأرض من نهر السين بمسار وحيد. نظرا لصعوبات العمل في حفر الأرض الغير مستقرة، فرفض هذا الحل سنة 1888.
ظل المشروع تحت التأجيل لأنه كان تحت قيادة رئيس بلدية «لوهافر» «لويس براندو» وقد شهد ظهور العديد من المسودات في العقد الأخير من القرن 
التسع عشر، قبل انطلاق المشروع.
في عام 1891 اقترح، المهندس «جين بارليت» عبور نهر السين من موقع غير محدد بالقرب من ميناء «جيروم» عبر نفق بطول 4500 متر مقسمة إلى قسمين، القسم الأول: بطول 2000 متر محفورة على أرضية مستقرة، والقسم الثاني عبارة عن أنبوب معدني بطول 2500متر مغمور في الطمي وهذا لصنع قناة بقطر 5.50متر بوسطها دائرة بقطر 5.20متر.وتشكلت القناة عن طريق تجميع وصهر حلقات بطول 0.5متر عن طريق تجميع اثني عشرة لوحة مماثلة.
في عام 1892 جاء دور شركة الغرب وقامت باقتراح الحل، وكان الهدف هذه المرة ليصل الارتفاع إل «ايزيي»(خمسة عشر كيلومترات فوق ميناء جيروم)، وهو جسر بطول 2800 إلى 2300 متر منها عمل طريق للوصول إلى السهل الرسوبي من الضفة اليمنى. وكان الامتداد المركزي بالفولاذ مع افتتاح 350 متر لديهم بامتداد هوائي ما بين 45 إلى 50 متر مع تلبيه متطلبات الملاحة بميناء روان.
في عام 1895، طرح مشروع «دانيزي مارتن» وربما هو المشروع الأكثر إثارة، تم إجراء عبور نهر السين باستخدام جسر مغمور بأساس تحت الماء متكون من كتلة من الإسمنت في قاع النهر على الأرض الصلبة، على هذا البناء قاموا بوضع مسارات للعربات من الجهة السفلى للجسر أما الطابق العلوي وضع لاستيعاب القطارات.
سنة 1897، المهندس «ارنودين» وهو من أكبر المهندسين في ذلك العصر قام باقتراح بناء خط سكة الحديد من الفائدة المحلية، بين لوهافر وجسر «اودوميه» مع عبور نهر «نورمان» عن طريق الجسر الناقل للعربات، بطول 560 متر تتكون من الطابق العلوي بارتفاع 60 متر وصنع برجين بمسافة بحرية 400 متر بينهما، وكان مثالا للهندسة المعمارية المعدنية بالقرب من مصب النهر. على السطح كانت هناك عربة معلقة عبر أسلاك الفولاذ، وجراب قادر على حمل مجموعة من السكك الحديدية الصغيرة.
وكانت جميع هذه المشاريع مثيرة للاهتمام من الناحية الفنية لكن الهافريون كانوا يائسين من تحقيق هذا المشروع. عملت السلطات ووزارة الأشغال العامة بالخصوص كل ما هو ممكن لتأمين هذا المشروع، وهو مفيد ما أجل القناة. وفي 6فيفري1900 أعطى وزير الأشغال العمومية إذن الإعداد لتحقيق السكك الحديدية. عبر المرور بنهر السين.
ظهر مشروعين جديدين أدوا إلى تحقيق المصلحة العامة الأول: شركة السكك الحديدية الغرب التي أدرجت ارتفاع البناء «ايزيي» على الجسر 2300 متر طولا و57متر ارتفاعا. الثاني: جاء على يد المهندسين الحكوميين لتقديم نفق 6800 مترا بالقرب من «تاتكرافيل».
.

## فشل بناء الطريق

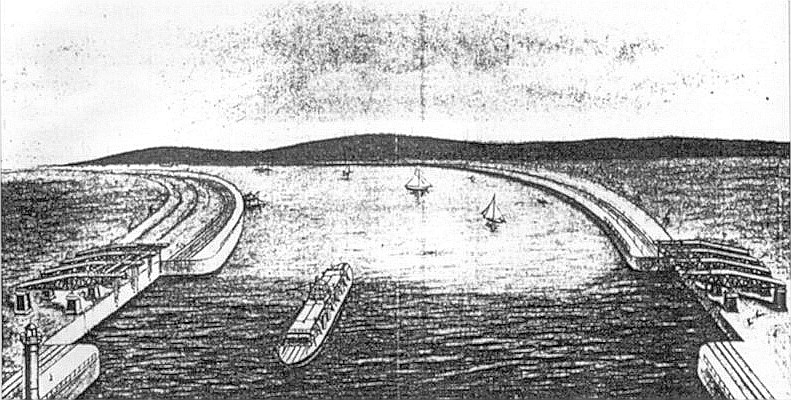
مشروع إنجاز جسر متحرك (1904)

نتائج الدراسات لم تنشر جميعها، انفصلت روان تحت قيادة ريتشارد ادينغتون المستشار العام ورئيس غرفة التجارة والصناعة وانتقدوا الحل الوسط جسر الهواء قائلين بأنه غير كافي ، فوصول السفن البحرية للبناء يهدد سلامة الملاحة في النهر في حالة التدمير المفاجئ أو أثناء الصراع فضلوا النفق لكن بعمق أكبر يسمح بوصول السفن إلى أحواض روان وهذا الشيء مهم، وهذا في الواقع ما قاله «ادينغتون» في اجتماع الغرفة التجارية في 7 جويلية 1900: يبدوا أن الحلين مكلفين، لكن البيت يعتقد أن الحل هو الذي يضمن في الحاضر والمستقبل التدفق الحر للنهر، بمعنى بناء معبر تحت الأرض وهذا ما تم اختياره من قبل السلطة التشريعية في عام 1883 هذه المعارضة أدت إلى الاشتباك اللفظي العنيف بين ممثلي «نورمان» في المجلس العام، وبهذا تأخر مرة أخرى إعلان المنفعة العامة للسكك الحديدية جنوب غرب. أدى تأجيل القضية إلى ظهور مبادرات خاصة (مشروع جديد نفق المعادن ل«جان برغلين» في 12 فيفري 1902. قام باقتراح ممر بالنهر عن طريق عبارة ناقلة لقطارات  من شركة «خمسة جزر» في عام 1904 وما إلى ذلك) ولكن كانت كسابقاتها فاشلة وظلت لوهافر مستفزة وقلقة وروان مطمئنة.
في الفترة ما بين 1910 و1914، استأنف النقاش حول عبور نهر السين عن طريق ممر جوي، في حين تم تحويل خط الجنوب غرب تدريجيا إلى طريق ثاني من «لوهافر» إلى باريس على الضفة اليسرى. معظم النقاشات كانت تدور حول ارتفاع الجسر أولا بارتفاع 57 متر، ثم زاد المهندسون الارتفاع إلى 59متر في 1911، ثم 63 متر في سنة 1912 و65 متر في ديسمبر 1913. كل هذه الارتفاعات كانت غير كافية بالنسبة لروان وفي نهاية المطاف قاموا بإعلان تأجيل المصلحة العامة في 18مارس 1914من قبل السيد وزير الأشغال السيد «بيشري» ، وكان هذا خلال الفترة التي سبقت الحرب العالمية الأولى التي بلغت ذروتها في المواجهة بين هاتين المدينتين الرئيسيتين في نورمان. كانت كل مدينة تحت قيادة كل من «ريتشارد ادينغتون» في «روان»، «لويس براندو» ب«لوهافر» وأكثر الصحف اليومية جريدة «روان»  وجريدة «ديباش» من جهة وجريدة «لوهافر»  من جهة أخرى. إذ شنت هجوما على مزايا المشروع، وكانت جميع مواد الجرائد اليومية عن المدينة المنافسة مستعملة نفس الحجج مرارا وتكرارا، وقد كانت هذه العروض في اغلب الأحيان متناقضة. اتهمت «روان» «لوهافر» بأنها تريد خنق موانئها من خلال بناء الجسر، وأنها تطمح لاسترداد بعض السفن، وكما أنها تهدد حركة المرور في حالة تحطم هيكل الجسر، واتهم هذا الأخير من قبل «لوهافر» بالتصرف بغايات أنانية للحد من المنافسة عند بوابة المحيط عن طريق الحد من الفرص. بعد توجيه الانتقاد إلى المسؤولين ب«روان» اقترح تقسيم جديد للدوائر في نورمان «السين السفلى» و«أور» وفقا للحدود الشمالية الجنوبية وليست بين الحدود الغربية والشرقية. وهذ لاستبعاد إن تكون المدينتين العدوتين في نفس التنظيم الإداري.
لم يضمر المشروع رسميا بعد تأجيل الإعلان عن المصلحة العامة ولكن وبدا وكأنهم تخلوا عنه، على الرغم من أن الدراسات استأنفت بعد الحرب العالمية الأولى ولكن لم تأتي بالجديد كانت نفس الفكرة قائمة: عربة حاملة للقطارات أو حفر نفق، وبناء هذا الخط من قبل ألمانيا تحت عنوان التعويضات المستحقة من الحرب. حماس «لوهافر» تناقص مع مرور الوقت، حتى فاز المدافعون المتحمسين لخط السكة الحديدية الجديد. فقدت في العشرينات المماطلة وبعدها جاءت الأزمة الاقتصادية في الثلاثينات، ومع الدور المتزايد للسيارات في هذه الفترة حد من أمل «لوهافر» وفي الأخير بقي المشروع النهائي للجسر أكثر دقة من الناحية التقنية والمالية، وقدم بشكل جيد في ديسمبر 1931، ولكن لم يكن هناك الوقت الكافي للأشغال على السكة وجاء التخلي عنه أسرع.

## أسباب الفشل

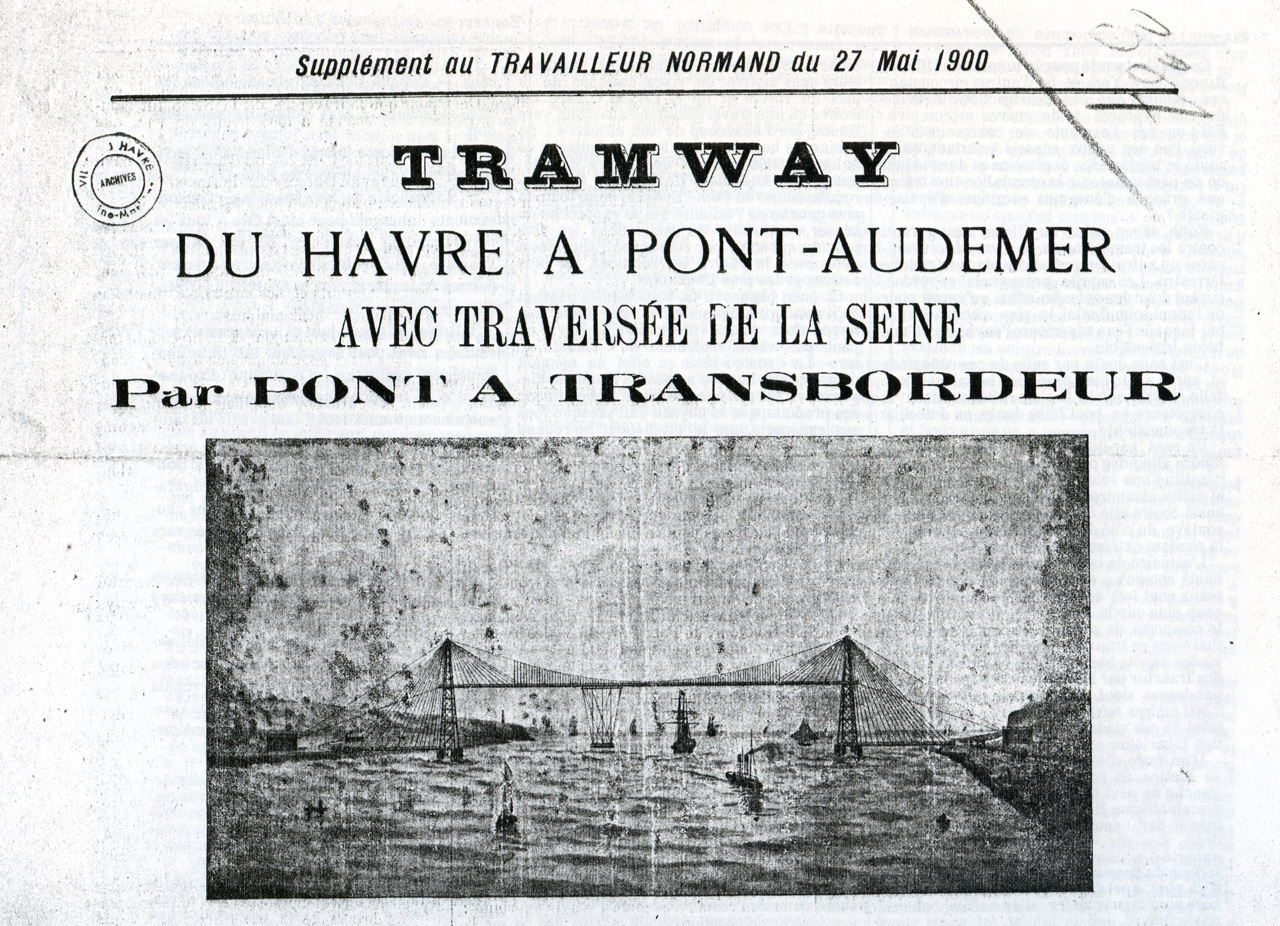
ملحق صحفي للجرائد المحلية 27 ماي 1900 حول مشروع خط جنوب غرب

ستون عاما من النقاش في بعض الأحيان لم يكن موضوعيا، ومالا يقل عن أربعين مشروعا دون احتساب المتغيرات، وكل هذه الجهود ذهبت هباء لأن الخط لم ينشأ إلى الأبد. رغم الوقت الطويل للانتظار وهذا نظرا لوجود صعوبات متعددة متراكمة تفسر فشل بناء الطريق:
مشاكل تقنية في سياق المرور بنهر السين، الأمر الذي أدى ليس فقط إلى اعتماد حلول مبتكرة وصعبة التنفيذ، ولكن كان في التكلفة الرئيسية (والمرجح أن يتم تنقيحها بشكل حاد صعودا) وكان خطر الفشل غير مستبعد.
التنافس بين روان و«لوهافر»، التين خشيتا على حد سواء من نفوذ كلتاهما الأكثر أو الأقل للمدينة الأولى ورؤيتها تعيق نقل التدفق الحر للنهر وعلى الدوافع النبيلة التي تنقص من المنافسة بين مجموعات الميناءين (أي فقط على ضيق الأفق). من شأنه أن يعطي الخط الجديد الجنوب الغربي بالتأكيد فرصا جديدة لبوابة المحيط لكنها لن تأخذ جزء من ميناء حركة المرور التقليدي ل«روان». 
الصعوبات السياسية التي كانت تحت مستويين مختلفين، على المستوى المحلي، تم الإبلاغ عن غايات شخصية لبعض الوجهاء المحليين كالسيد «بيرج» المستشار العام ل«ليلبون»، ونجل رئيس الجمهورية «فيليكس فور»، اتهما بتأخير المشروع لعبور نهر السين بالقرب من «لوهافر» لصالح البديل «سان موريس اديلتون» والذي كان يمتلك مزرعة كبيرة وكانت هناك شائعة تقول بأنه أخذ قيمة مهمة مضافة نظرا لقربها من الطريق الجديد ، على الصعيد الوطني كان دعم الشخصيات المهمة عديمة الضمير لإجراءات شركة الغرب التي تعرضت للانتقادات لأنها استخدمت طرق مشبوهة للقضاء على المنافسة الممكنة والحد من استثماراتها في البنى التحية الجديدة (الكثير من الدراسات التي لا جدوى منها، تغييرات في وضع الخطوط من أجل المصلحة المحلية بدلا من المصلحة العامة...) للتغلب على الصعوبات المالية.

## الخاتمة
بحلول سنة  1995، تم تصميم الجسر فوق نهر السين من مصب «روان» ولكن خاص بالسيارات، وقد تم استبعاد السكة الحديدية. ومع ذلك، قد أظهرت الطريق، حقيقة أن «تانكارفيل» دعا مرارا وتكرارا في دراسات أواخر القرن التاسع عشر وأوائل القرن العشرين، أن يتم اختيار موقع معبر النهر، وأكد على صحة الدراسات التي أجريت كجزء من المشروع خط الجنوب غرب. ومنذ ذلك الحين ونورمان تعمل على تطوير الجسر. وفي جانفي 1995، سمحت بإنشاء مسار ثاني فوق نهر السين من نفس المصب. يبدو أن المسار الجديد كان وصلة عرضية تربط «كاليه» و«بايون»، والمعروف باسم الطريق السريع من مصبات الأنهار وهذا لخدمة غرب البلاد لفك عقدة الاتصالات الباريسية. واستبعد مرة أخرى مشروع سكة الحديد. 
مع تطور ميناء في عام 2000 ب «هافر»، ظهر مشروع جديد من أجل السكة الحديدية معبر جديد من مصب النهر السين قيد الدراسة تحت تحت قيادة «سي سي أي» المدينة، ولكن أدركت أن تحقيقه يكون على المدى البعيد.

## الملاحظات
1. ↑  Le premier tronçon de Paris à Rouen avait été mis en service en 1843.
2. ↑  Rappelons tout de même que certains voiliers mixtes (voile et moteur), fréquentant le port de Rouen à cette époque, avaient une hauteur sous mâture de plus de 65 mètres, comme le Quevilly.